# کولوناوا
کولوناوا (به لاتین: Kolonnawa) یک منطقهٔ مسکونی در سری‌لانکا است که در ناحیه کلمبو واقع شده‌است.

## خصوصیات
کولوناوا ۶۴٬۸۸۷ نفر جمعیت دارد.